# 1 Canadian Air Division
Die 1 Canadian Air Division, auch 1re Division aérienne du Canada (dt.: 1. Kanadische Luftdivision) ist das Einsatzkommando der kanadischen Luftstreitkräfte. Sie ist heute auf der Canadian Forces Bases (CFB) Winnipeg beheimatet.
Früher war sie in Europa beheimatet. Ihre Ursprünge und die Verbindung der Royal Canadian Air Force (RCAF) zu Europa reichen bis in die Zeit des Zweiten Weltkrieges zurück.

## Geschichte

### Ursprünge
Bereits während des Krieges verlegten Einheiten der damaligen RCAF nach Europa. In Folge der alliierten Invasion in der Normandie im Juni 1944 verlegten Geschwader der RCAF auf den europäischen Kontinent. Sie waren damals der 2. Taktischen Luftflotte, engl. 2. Tactical Air Force (2. TAF) der britischen Royal Air Force unterstellt. Daher lagen die kanadischen Geschwader bei Kriegsende im Mai 1945 auf Flugplätzen in Nordwestdeutschland, im Gebiet der zukünftigen Britischen Besatzungszone.
Die 2. TAF wurde Mitte Juli 1945 in British Air Force of Occupation (BAFO) umbenannt. Zu diesem Zeitpunkt bestand die kanadische Komponente noch aus drei Geschwadern, dem 39. (RCAF) (Recon) Wing in Lüneburg mit drei Spitfire-Staffeln in verschiedenen Aufklärerversionen, dem 126. (RCAF) Wing in Uetersen mit fünf Spitfire-Staffeln in verschiedenen Jagdversionen und dem 143. (RCAF) Wing in Flensburg mit drei Staffeln Typhoon 1B.
Die meisten Staffeln wurden noch im Sommer 1945 aufgelöst, lediglich das Jagdgeschwader in Uetersen existierte noch bis Mitte März 1946.

### Rückkehr nach Europa
Mit Ausbruch des Kalten Krieges wurde beschlossen erneut kanadische Kampfflugzeuge in Westeuropa zu stationieren. Für die NATO-Luftstreitkräfte wurden ab Anfang der 1950er eine Reihe von Militärflugplatzen wieder oder neu errichtet, das Gros lag in Rheinland-Pfalz und im benachbarten Lothringen sowie angrenzenden Gebieten wie dem Nieder- und Oberrheingebiet.

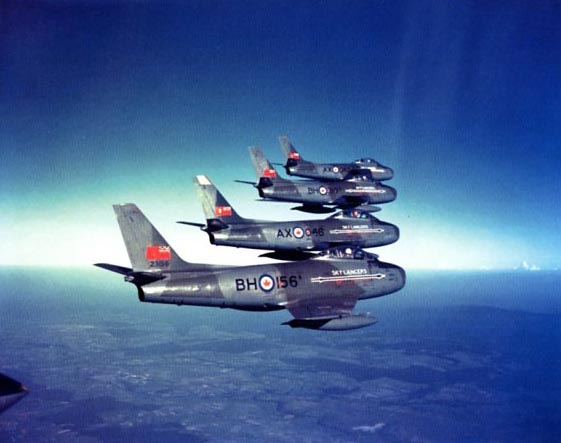
Sabres der „Sky Lancers“, 1955

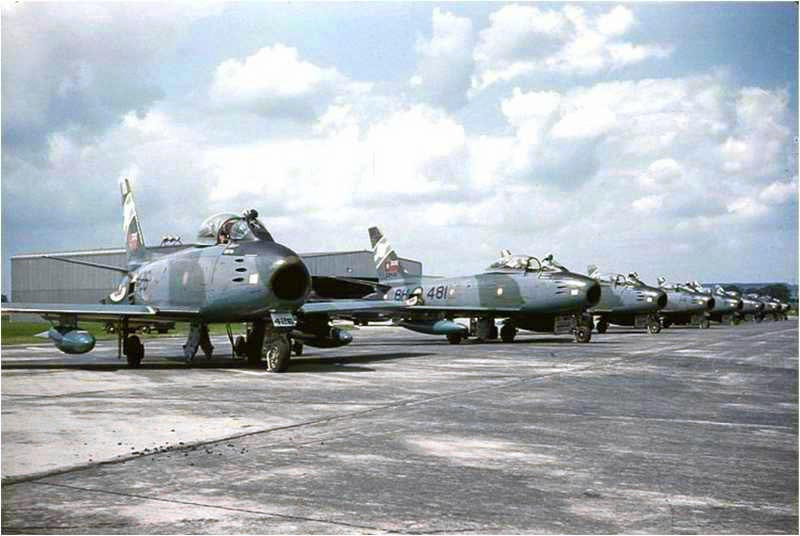
Sabres der 430. Squadron in Grostenquin, 1960

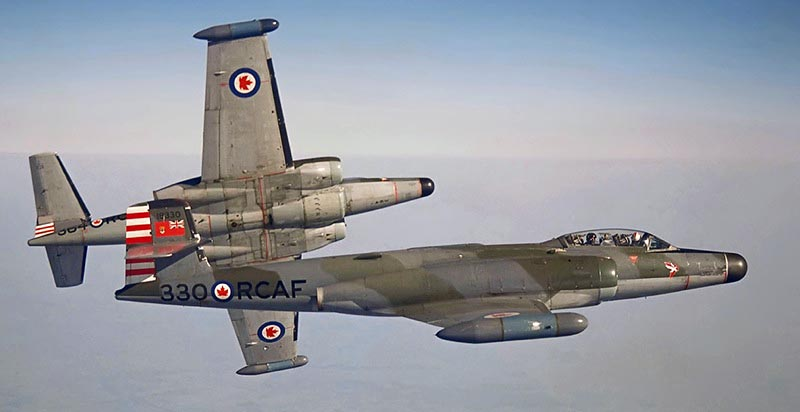
Canucks der 423. Squadron aus Grostenquin, 1962

Kanadas Beitrag sollte aus vier Geschwadern bestehen. Diese verlegten zwischen Herbst 1951 und Herbst 1953, ausgerüstet mit „Sabre“-Tagjägern auf ihre neuen Stützpunkte RAF Luffenham (temporär, endgültig ab 1955) Marville (1. Wing), Grostenquin (2. Wing), Zweibrücken (3. Wing) und Baden-Söllingen (4. Wing), letzteres sollte ursprünglich nach Pferdsfeld, diese Basis wurde jedoch nicht rechtzeitig fertig. Die Führung der Geschwader oblag der hierzu 1952 in Paris aufgestellten 1 Air Division, deren Hauptquartier sich ab Frühjahr 1953 im Château Mercy-les-Metz in Metz befand. Zur Unterstützung des Stabes lagen in Grostenquin auch einige Transportflugzeuge.
Mitte der 1950er Jahre unterhielten Geschwader der Division einige Kunstflugteams, unter anderem die „Sky Lancers“. Dies wurde im jährlichen Rhythmus von Staffeln unterschiedlicher Geschwader gestellt. Im Jahr 1955 war dies das. 2. Wing. Die RCAF half auch den deutschen Kollegen beim Aufbau der (Bundes-)Luftwaffe, deren Gros an Jagdflugzeugen anfangs kanadische Sabres war.
Um 1957 wurde bei allen vier Geschwadern eine Sabre-Staffel durch eine Staffel Allwetter-Jagdflugzeuge des Typs „Canuck“ ersetzt. Nachdem die NATO zur gleichen Zeit ihre neue Strategie der massiven Vergeltung verabschiedet hatte, wurde beschlossen die Geschwader auf die CF-104 in der nuklearen Rolle umzurüsten. Die RCAF wurde somit ab 1962 erster Starfighter-Nutzer in Europa, wobei sich alle Atomwaffen in der Obhut der United States Air Force (USAF) befanden.
Frankreich, inzwischen selbst Atommacht, forderte 1963 die Beaufsichtigung aller nuklearen Waffen auf seinem Staatsgebiet selbst zu übernehmen. Da diese Forderung für die beiden nordamerikanischen Bündnispartner nicht akzeptabel war, wurden die in Lothringen liegenden nuklearen Staffeln auf die beiden Basen nach Südwestdeutschland verlegt und das 2. Geschwader in Grostenquin wurde Mitte 1964 aufgelöst. Das 1. Geschwader, dessen Hauptrolle die taktische Luftaufklärung war, blieb weiterhin in Marville stationiert.

### Konzentration auf Westdeutschland

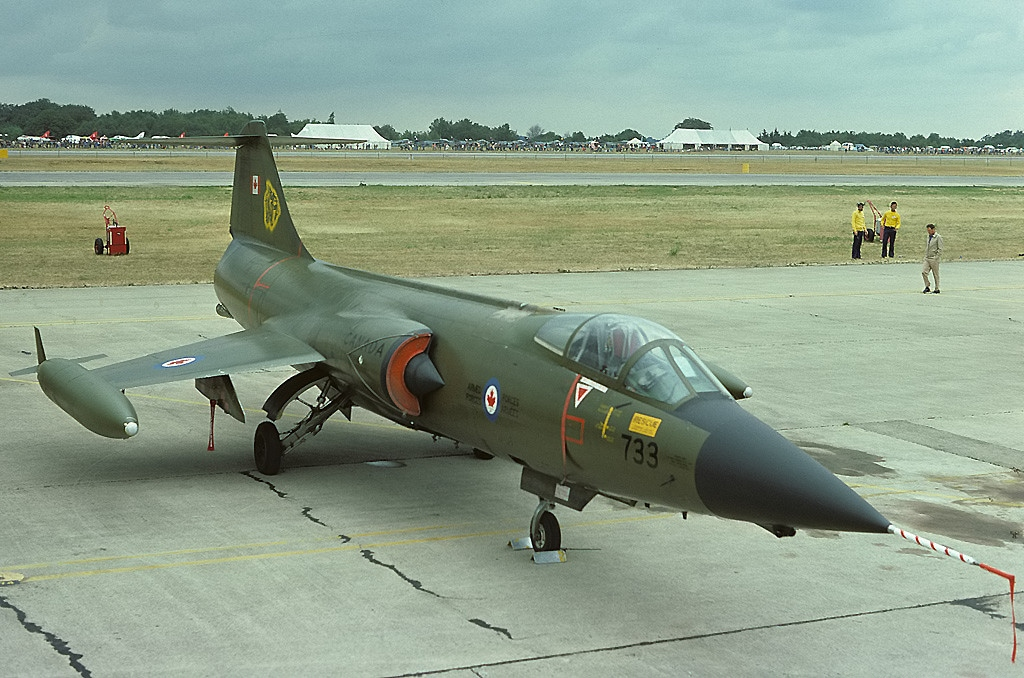
CF-104 der 439. Squadron aus Söllingen in RAF Greenham Common, 1976

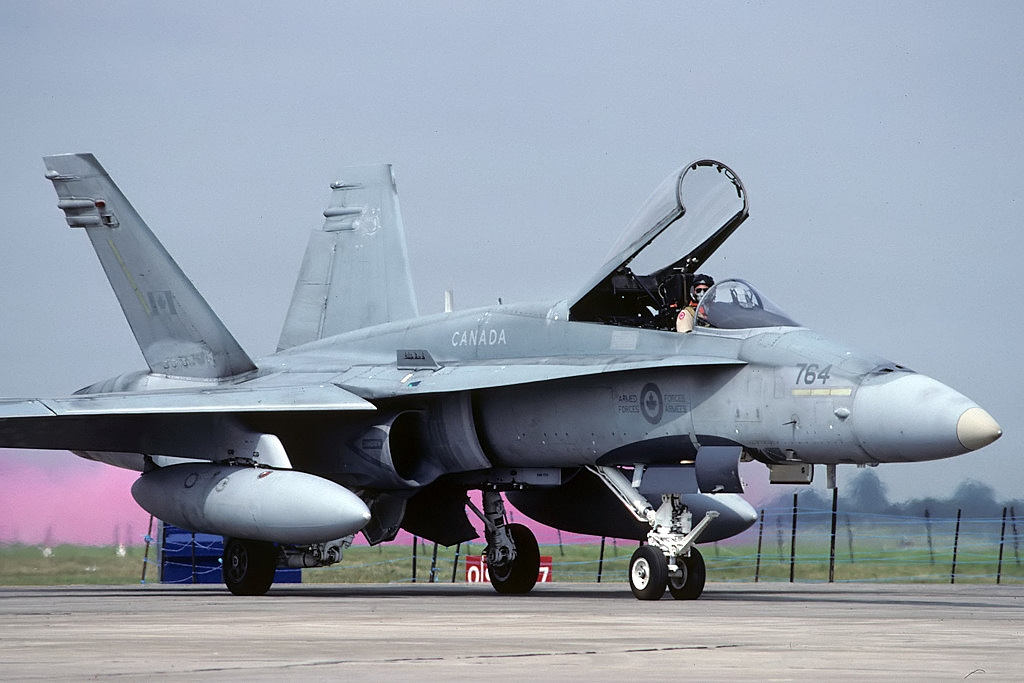
CF-188 der 439. Squadron aus Söllingen in RAF Fairford, 1991

Im Jahr 1966 verlangte Frankreich schließlich den Abzug aller ausländischen Militäreinheiten. Daher verlegten das 1. Geschwader und das Hauptquartier der 1. Air Division 1967 auf den seinerseits von den Franzosen geräumten Flugplatz Lahr.
Die Verabschiedung der neuen NATO Strategie der flexiblen Antwort im gleichen Zeitraum sowie Haushaltsprobleme Kanadas führten ab 1968 zu einer Verkleinerung mit einhergehender Umorganisation der kanadischen Streitkräfte in Europa. Da mit Baden-Söllingen nur noch ein Flugplatz mit Kampfstaffeln verblieb wurden die 1. Air Division und die verbliebenen drei Geschwader aufgelöst und an ihre Stelle trat im Juli 1970 die 1. Canadian Air Group, ebenfalls in Lahr.
Die verbliebenen CF-104-Staffeln in Söllingen rüsteten Anfang der 1970er Jahre auf die konventionelle Rolle um und gleichzeitig wurde Lahr Heimat einer Hubschrauberstaffel.
Die Modernisierung der „Starfighter“-Staffeln erfolgte in den 1980er Jahren und Söllingen wurde Stützpunkt der CF-18. Aufgrund der gleichzeitigen Hochrüstung von NATO und Warschauer Pakt wurde im Mai 1988 die 1970 aufgelöste Struktur aus Division und Geschwadern wieder eingeführt. Das Hauptquartier der 1. Air Division befand sich weiterhin auf der CFB Lahr, welche zusätzlich Heimat des 3. Geschwaders wurde, während auf der CFB Söllingen das 4. Geschwader reaktiviert wurde. Neben der Hubschrauberstaffel unterstanden dem 3. Geschwader zwei CF-18 Einheiten, die zu Friedenszeiten jedoch in Kanada lagen.

### Abzug aus Europa
Nach dem Fall der Mauer beschloss Kanada erneut seine Truppen aus Europa abzuziehen. Zuvor kamen die CF-18 aus Söllingen jedoch noch beim Golfkrieg zum Kampfeinsatz. Unmittelbar nach der Rückkehr vom Golf begann Mitte 1991 die Verkleinerung der Streitmacht und die Basen in Söllingen und Lahr wurden 1993/1994 an Deutschland zurückgegeben.

## Gegenwart
Die 1. Canadian Air Division wurde 1997 als Einsatzführungskommando aller Geschwader des Canadian Forces Air Command an Stelle der bisherigen Gruppen erneut aufgestellt. Das Hauptquartier befindet sich heute in Winnipeg.
In Europa betreibt die RCAF seit 2009 ein aus wenigen Personen bestehendes kleines Transportkommando. Dies war bis 2012 in Spangdahlem und ist seither in Köln-Bonn beheimatet. Der Canadian Operational Support Hub (Europe) ist „Untermieter“ des Kommando Unterstützungsverbände Luftwaffe auf dem militärischen Teil des Flughafens.
Daneben stellt die RCAF Besatzungsangehörige und Bodenpersonal der E-3-Frühwarnflugzeuge beim NATO-AWACS-Verband in Geilenkirchen.

## Liste der RCAF-Flugplätze in Europa
Die kanadischen Luftstreitkräfte unterhielten außer den Flugplätzen noch einige weitere Einrichtungen.
| Nr.   | Name            | von               | bis             | heutige Verwendung                                     | Bemerkungen |
| ----- | --------------- | ----------------- | --------------- | ------------------------------------------------------ | ----------- |
|       | Baden-Söllingen | 9. September 1953 | 31. Juli 1993   | Flughafen Karlsruhe/Baden-Baden                        |             |
| B.166 | Flensburg       | 29. Mai 1945      | 26. August 1945 | Flugplatz Flensburg-Schäferhaus                        |             |
|       | Grostenquin     | 11. November 1952 | 31. Juli 1964   | Base aérienne Grostenquin (keine fliegerische Nutzung) |             |
|       | Lahr            | 1. April 1967     | 31. August 1994 | Flughafen Lahr                                         |             |
| B.156 | Lüneburg        | 7. Mai 1945       | 7. August 1945  | Flugplatz Lüneburg                                     |             |
|       | RAF Luffenham   | 1. November 1951  | 31. März 1955   | St George’s Barracks, British Army                     |             |
|       | Marville        | 1. April 1955     | 31. März 1967   | Aérodrome de Montmédy-Marville                         |             |
| B.174 | Uetersen        | 5. Juli 1945      | 15. März 1946   | Flugplatz Uetersen/Heist                               |             |
|       | Zweibrücken     | 7. April 1953     | 31. August 1969 | Flugplatz Zweibrücken                                  |             |

Die Nummer in der ersten Spalte bezieht sich auf die von den Westalliierten nach der Invasion in der Normandie vergebenen Code-Nummern von Flugplätzen auf dem besetzten europäischen Kontinent. Die drei kanadischen Geschwader der 2. TAF nutzten in den ersten Friedenswochen 1945 weitere Flugplätze im heutigen Niedersachsen und in Schleswig-Holstein, im Einzelnen B.110/Achmer, B.152/Faßberg, B.114/Diepholz, Advanced Landing Ground B-100 Goch, B.150/Hustedt, B.154/Reinsahlen, B.108/Rheine und B.116/Wunstorf. Hinzu kamen B.77/Gilze-Rijen und B.106/Twente in den Niederlanden.